# 中華人民共和国全国重点文物保護単位
全国重点文物保護単位（ぜんこくじゅうてんぶんぶつほごたんい、中国語：全国重点文物保护单位）は、中華人民共和国の文化遺産保護制度の一つ。中華人民共和国国務院が制定した文化遺産保護制度のうち、国家級の文化遺産に対して制定される名称。現在5,058件がリストされている。1961年より八次にわたって公布されている。

## 統計
2019年10月に第八次の認定を発表。現在、合計で5,058件の全国重点文物保護単位が登録されている。
| 次           | 公布日         | 追加数     | 合併数 | 出典          |
| ------------ | -------------- | ---------- | ------ | ------------- |
| 第一次       | 1961年3月4日   | 180        |        | [ 1 ]         |
|              | 1964年10月26日 | −1         |        | [ 2 ]         |
|              | 1981年10月16日 | 1          |        | [ 3 ]         |
| 第二次       | 1982年2月23日  | 62         |        | [ 4 ]         |
| 第三次       | 1988年1月13日  | 258        |        | [ 5 ]         |
| 第四次       | 1996年11月20日 | 250        | 12     | [ 6 ]         |
| 第五次       | 2001年6月25日  | 518 (-1)   | 23     | [ 7 ]         |
| 第五次 増補a | 2002年11月22日 | 1          |        | [ 8 ]         |
| 第五次 増補b | 2003年3月2日   | 1          |        | [ 9 ]         |
| 第五次 増補c | 2003年4月3日   | 1          |        | [ 10 ]        |
| 第六次       | 2006年5月25日  | 1,080      | 106    | [ 11 ]        |
| 第六次 増補a | 2009年8月20日  | 1          |        | [ 12 ]        |
| 第七次       | 2013年3月5日   | 1,943 (+1) | 47     | [ 13 ] [ 14 ] |
| 第七次 増補a | 2014年4月25日  | 1          |        | [ 15 ]        |
| 第八次       | 2019年10月7日  | 762        | 50     |               |
| 合計         |                | 5,058      |        |               |

## 種別
中国の文化遺産保護制度は、主に次の4項目から成り立っている。
文物保護単位
国家レベル、省レベル、市レベル、県レベルの四段階があり、特に国家レベルのものを「全国重点文物保護単位」と称する。
歴史文化都市
国家レベル、省レベルの二段階があり、特に国家レベルのものを「国家歴史文化名城」と称する。
歴史文化地区
国家レベル、省レベルの二段階があり、特に国家レベルのものを「中国歴史文化名鎮」および「中国歴史文化名村」と称する。
風景名勝区
国家レベル、省レベルの二段階があり、特に国家レベルのものを「国家級風景名勝区（国家重点風景名勝区）」と称する。